# Friedrich Wieseler

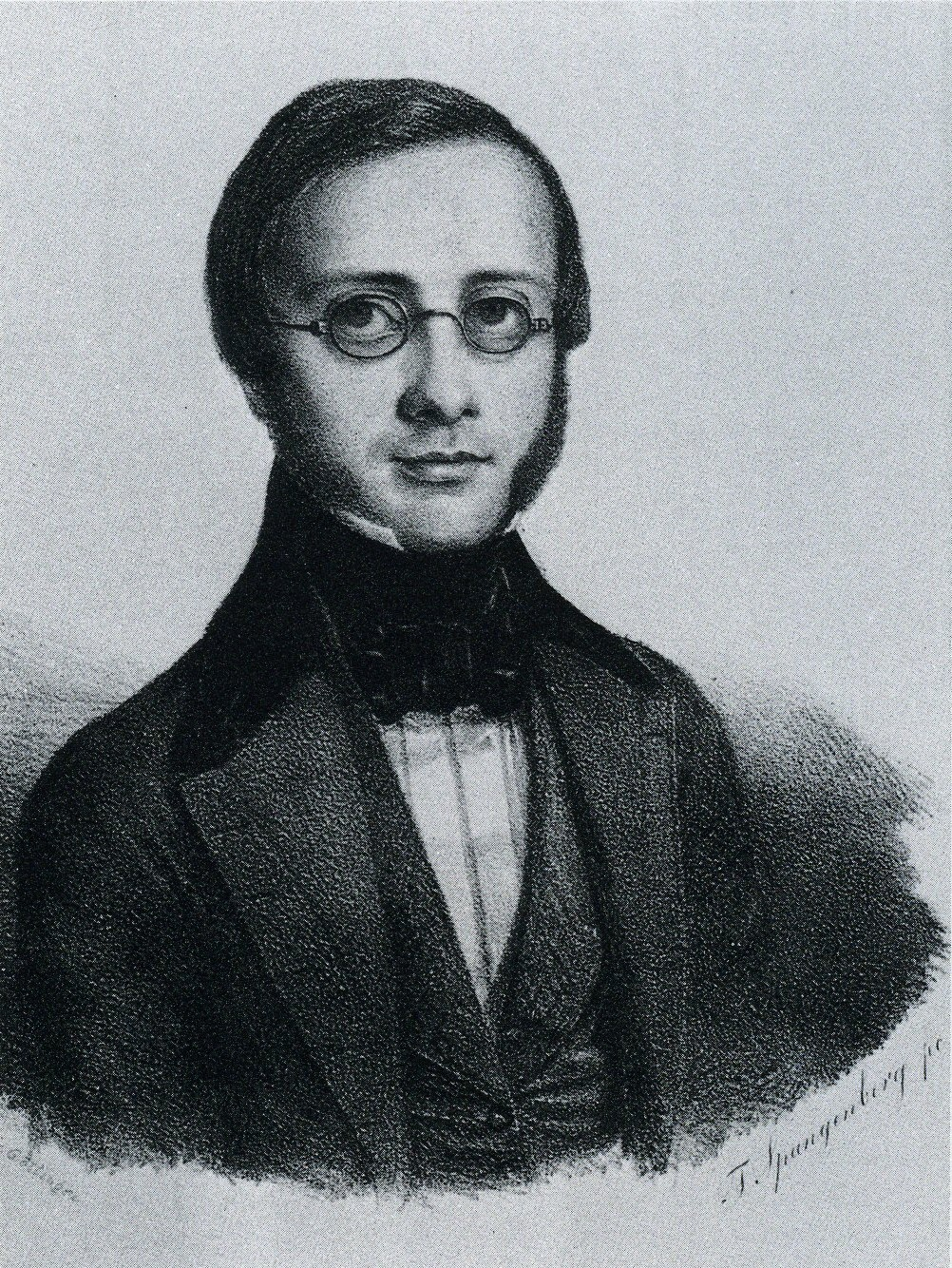
Friedrich Wieseler.

Friedrich Julius August Wieseler, född den 19 oktober 1811 i Altencelle, Hannover, död den 3 december 1892
i Göttingen, var en tysk arkeolog och filolog, bror till Karl Wieseler.
Wieseler studerade i Göttingen och i Berlin. Han blev 1839 privatdocent i Göttingen samt 1842 e.o. och 1849 ordinarie professor där; sedan 1847 var han även direktor för det arkeologiska seminarium, som han grundlagt. Vad som gjorde Wieseler allmänt bekant, var en jämförelsevis obetydlig, men korrekt avhandling om
Hildesheimsfyndet.
Bland hans övriga arbeten märks Conjectanea in Aeschyli Eumenides (1839), Über die Thymele des griechischen Theaters (1847), Das Satyrspiel (1848), Theatergebäude und Denkmäler des Bühnenwesens bei den Griechen und Römern (1851; ny bearbetning och fortsättning av K.O. Müllers "Denkmäler der alten Kunst", 1854–56). Av detta arbetes 2:a del, i ny bearbetning av Wernicke, utkom 4:e upplagan 1899.